# Coming Home (Leon Bridges)
Coming Home è l'album di debutto del cantante statunitense Leon Bridges, pubblicato il 23 giugno 2015 dall'etichetta discografica Columbia Records. La traccia numero dieci, River, fa parte della colonna sonora di Big Little Lies.

## Tracce
1. Coming Home – 3:26
2. Better Man – 2:21
3. Brown Skin Girl – 3:27
4. Smooth Sailin' – 3:07
5. Shine – 3:39
6. Lisa Sawyer – 4:05
7. Flowers – 2:57
8. Pull Away – 3:02
9. Twistin' & Groovin' – 4:14
10. River – 3:59